# Пируз Диланчи
Пируз Диланчи (азерб. Piruz Dilənçi; Əli Baratəli oğlu İsmayılfiruz, علی اسماعیل فیروز; Май 1965 в Тегеране, Иран) — политический деятель, поэт, основатель «Национально-освободительного движения Южного Азербайджана» и лидер этой организации.
Автор нескольких стихотворений и восьми книг на азербайджанском и персидском.

## Биография
Научные, литературные, социальные и политические статьи Диланчи были опубликованы в таких публикациях, как Ени Мусават, Кейхан, Азадлык, 525-ci qezet , Эдебийят ве Инсесенет, Эттелаат в Иране и Азербайджане.
Он был арестован и подвергнут пыткам за свои взгляды и за участие в левых организациях иранским правительством после революции. В 1990 году бежал в Азербайджанскую ССР, спасаясь от преследований.
В настоящее время он гражданин Канады и живет в Ванкувере.
Письмо
В 1991 году он создал раздел в газете «Литература и искусство „под названием“ Литературный Тебриз», которое в течение года входило в каждый номер. Позже, по инициативе Пируз Диланчи, ряд программ с такими названиями, как «Литература Араз-Юг» и «Литература Шахрияр-Юг» был показан по Азербайджанскому государственному телевидению.
Пируз Диленчи является членом Союз писателей Азербайджана. Также он автор почти 100 песен.

## Политика
Он является одним из основателей Национально-освободительного движения Южного Азербайджана и лидер этой организации.
Он довел до сведения правительственных чиновников Азербайджана идею «отделения Южного Азербайджана от Ирана». Из-за этого Пируз Диланчи стал самой опасной политической фигурой для иранского правительства в период с 1994 по 2001 годы. Он стал жертвой различных нападок со стороны иранского правительства с тех пор, как стал очень популярной и важной политической фигурой, действующей против Ирана. Даже однажды спецгруппа из Ирана напала на него в полночь в его квартире в Баку, пытаясь убить. После теракта террористической группе удалось скрыться до того, как азербайджанская разведка прибыла на место происшествия вместе с полицией Азербайджана.
Диланчи собрал около 3000 подписей в 2000 году и предложил свою кандидатуру Парламент Азербайджанской Республики для участия в следующих выборах. Его кандидатура была официально зарегистрирована, но перед выборами была отклонена под давлением мафии, ответственной за выборы. Центральная избирательная комиссия проигнорировала зарегистрированную кандидатуру Диланчи, сославшись на несправедливые и противоречивые предлоги.

## Похищение
Диланчи был похищен неизвестной группой перед своим домом 5 декабря 2002 года. Под давлением СМИ 21 день держали в секрете его местонахождение, однако пресс-секретарь МВД заявил, что он находится в СИЗО. Проведя несколько недель в холодном подполье в нечеловеческих условиях, П. Диланчи был отправлен в тюрьму Шувелян. После 38 дней тюремного заключения он был арестован без объяснения причин и был переведен под домашний арест. Через три месяца он был освобожден.